# Gornje Primišlje
Gornje Primišlje – wieś w Chorwacji, w żupanii karlowackiej, w mieście Slunj. W 2011 roku liczyła 13 mieszkańców.